# Клеопатра II
Вижте пояснителната страница за други личности с името Клеопатра.
Клеопатра II (на старогръцки: Κλεοπάτρα, Kleopatra II., * 185 пр.н.е.; † 116 или 115 пр.н.е.) е царица на Древен Египет от династията на Птолемеите.

## Биография
Клеопатра II е дъщеря на Птолемей V Епифан († 180 пр.н.е.) и неговата съпруга Клеопатра I († април или май 176 пр.н.е.), дъщеря на Антиох III Велики и Лаодика III.
Преди 15 април 175 пр.н.е. тя се омъжва за брат си Птолемей VI и двамата имат титлата theoí Philométores (обичащи майка си богове). От 163 до 145 пр.н.е. тя управлява заедно с нейния брат-съпруг Птолемей VI до неговата смърт. След това тя се омъжва за нейния втори брат Птолемей VIII, който през 141 пр.н.е. се жени и за нейната дъщеря Клеопатра III и до нея я издига за втората царица. През 132 пр.н.е. тя организира въстание против нейния брат, загубва обаче и трябва да избяга около 128 пр.н.е. в Сирия. След като се сдобряват тя управлява Египет от 124 пр.н.е. отново заедно с нейния брат и нейната дъщеря. След смъртта на Птолемей VIII (116 пр.н.е.) тя поема с Клеопатра III и нейния син Птолемей IX управлението, но умира малко след това.

## Деца
Клеопатра II ражда на нейния брат-съпруг Птолемей VI най-малко четири деца:
- Птолемей Евпатор (* 166 пр.н.е., † 152 пр.н.е.), за кратко сърегент на баща си Птолемей VI
- Клеопатра Теа (* 165, † 121 пр.н.е.), омъжва се първо за Александър I Балас, след това за Селевкида Деметрий II Никатор и след това за неговия брат Антиох VII Сидет
- Клеопатра III (* 160/155 пр.н.е., † 101 пр.н.е.), съпруга на нейния чичо Птолемей VIII
- Птолемей VII (пр. 152 пр.н.е.; † вер. 143/142 или 130 пр.н.е.), отстранен е от неговия чичо Птолемей VIII.